# ŽKK Pula
Ženski košarkaški klub Pula je hrvatski košarkaški klub iz Pule. 
Adresa kluba je Marulićeva 4, Pula, a adresa dvorane Marulićeva 4, Pattinaggio S.C.Mirna, Pula.
 Kroz povijest je mijenjao sponzore: Rockwool, Črnja Tours.

## Povijest
Godine 1950. u Puli je osnovan DTO PARTIZAN te sekcije ženske košarke pri tom društvu. Priv je trener Mišić. Poslije se radu s djevojkama pridružio Vladimir Šešelja koje je igrao za momčad DTO PARTIZAN i trenirao i ženski sastav. Košarkašice DTO Partizan nižu uspjehe. Godine 1956. postale su juniorske prvakinje Hrvatske i izborile sudjelovanje na završnom turniru prvenstva FNRJ. Ušle su u finale juniorskog prvenstva FNRJ i tako postigle najveći uspjeh pulske ženske košarke. Nisu uspjele pobijediti Crvenu zvezdu te su ostale juniorske doprvakinje FNRJ. Poslije toga do 1962 god. košarkašice DTO Partizan uvijek su bile u vrhu hrvatske ženske košarke. Igračice velike generacije bile su Karmen Valčić, Konceta Milivoj, Sonja Crnobori, Klara Erdesi, Matilda Skorević, Dragica Štimac, Ružica Cetina, Mira Kalac, Zdenka Kovačević i Mirna Berić. Sonja Crnobori je otišla u Zagreb igrati za Mladost gdje je izvrsno igrala i nastavila športsko obrazovanje. Završila je Visoku školu za tjelesnu kulturu, magistrirala i bila jedina košarkašica u športskoj znanosti koja je doktorirala te predaje predaje na Kineziološkom fakultetu. Današnji klub ŽKK Istra nastao je spajanjem pulskih klubova Cement i DTO Partizan.

## Vanjske poveznice
Službene stranice[neaktivna poveznica]